# Hem (zespół muzyczny)
Hem – amerykańska folkowa grupa muzyczna postrzegana na rynku jako podgatunku indie, wywodząca się z nowojorskiej dzielnicy Brooklyn.
Hem to zasadniczo akustyczny ensemble komponujący i nagrywający muzykę folkową i melodyjne kombinacje folku/popu alternatywnego. Grupa nagrywa oraz koncertuje bez oprogramowania elektronicznego czy syntezatora, kompozycyjnie łącząc tradycyjny idiom muzyki ludowej Stanów Zjednoczonych z muzyką nowoczesną.

## Muzycy
- Skład podstawowy (studyjny oznaczony wytłuszczeniem) 
  - Mark Brotter (perkusja)
  - Steve Curtis (gitary, mandolina, bandżo, chórki)
  - Sally Ellyson (śpiew)
  - Bob Hoffnar (elektryczna gitara hawajska), gitara Dobro)
  - Gary Maurer (gitara, mandolina, harmonika, chórki)
  - Dan Messé (fortepian, chórki, czelesta)
  - George Rush (kontrabas)
  - Heather Zimmerman (skrzypce)
  - Dawn Landes (dzwonki, chórki)
- Byli członkowie
  - sporadycznie od 2006: Sarah Beaty (klarnet), Claudia Chopek (skrzypce), Anna Reinersman (harfa).
  - przed 2005: Catherine Popper (kontrabas).
  - 2004-2005, trasa koncertowa w USA: John Flaugher (kontrabass).
  - 2005, trasa koncertowa w Wielkiej Brytanii: Greg Pliska (instrumenty klawiszowe); Greg Pliska (aranżacja orkiestralna przy nagraniach).

## Znaczenie nazwy
Członkowie Hem (nazwa ta oznacza po angielsku rąbek oraz zastanawia lapidarnie bogatymi związkami frazeologicznymi dot. obszytych obrzeżeń spódnic, koszul, ciasnoty, itd.) uważają grupę za muzycznie "countrypolitańską" (gra słów kosmopolityzm/muzyka country).

## Historia

### Rys historyczny
W 1999, Dan Messé, autor piosenek i tekstów, oraz producent muzyczny Gary Maurer postanowili razem wydać płytę. Ich przyjaciel, Steve Curtis, dopełnił obsadę instrumentalną. Ponieważ nie znali żadnego wokalisty, umieścili ogłoszenie w manhattańskiej gazecie The Village Voice. Zalani dziwacznymi próbkami nagrań, zrezygnowali z jego wznowienia czy szukania wokalisty tą drogą.
Jednak kilka miesięcy później, kobieta o imieniu i nazwisku Sally Ellyson zadzwoniła do Messé'a odpowiadając na przedawnione ogłoszenie, przy tym ostrzegając, że tak naprawdę to ona "śpiewaczką" nie jest. Aby się jej grzecznie pozbyć, niezainteresowany Messé poprosił Ellyson o taśmę demonstracyjną. Ku jego zdumieniu, nagranie, którego dane mu było wysłuchać stanowiło minimalistyczny zapis dźwiękowy a capella Ellyson urzekająco śpiewającej szereg tradycyjnych kołysanek, które to ona nagrała dawniej dla synka przyjaciółki. Messé niezwłocznie zatrudnił Ellyson jako wokalistkę, i w takim składzie muzycy zaczęli nagrywać w nowojorskim studio Stratosphere sound. Praca ta została uwieczniona albumem Rabbit Songs.
Przez lata, szereg kołysanek w wykonaniu Ellyson ukazało się na dalszych nagraniach Hem. Album debiutancki rozpoczyna siȩ od nagrania z pamiętnej taśmy demonstracyjnej, "Lord, Blow the Moon Out, Please.".
Drugi album, z 2006, Eveningland, zawiera "Now the Day is Over", oraz ukryty dodatkowy kawałek (pozycjonowany tuż po utworze "Carry Me Home"). 
Trzeci album, No Word From Tom zaczyna się kołysanką "All the Pretty Horses".

### Rys krytyczny
Rabbit Songs zdobył szerokie uznanie w prasie muzycznej USA. Szczególnie szeroki rozgłos miała recenzja-reportaż ("artykuł na medal", czyli feature story) ogólnokrajowego radia publicznego USA, National Public Radio, zawarta w popołudniowej audycji informacyjno-publicystycznej pt. All Things Considered. Album ten uzyskał entuzjastyczną recenzję czasopisma Entertainment Weekly, jak i w szeregu innych. 
Wytwórnia płytowa grupy, Dreamworks Records, popadła jednak w tarapaty i nie była w stanie wydać drugiego nagrania grupy Hem. W końcu 2004, album Eveningland ukazał się nakładem innego wydawnictwa muzyki folkowej, Rounder Records. Eveningland skorzystał na renomie poprzedniego albumu, Rabbit Songs, i podobnie uzyskał wysokie notowania wśród krytyków muzycznych w USA, np. czasopisma oraz serwisu muzycznego w internecie o tytule Pitchfork Media jak i muzycznej i kulturowej prasy zagranicznej, w tym samego BBC.
Na początku 2006, grupa Hem wydała trzeci album, pt. No Word From Tom, nakładem wytwórni Nettwerk. Podobnie jak minialbum pt. I'm Talking With My Mouth), płyta No Word From Tom stanowi przekrój interpretacji znanych utworów innych muzyków oraz wykonań pieśni tradycyjnych, wykonań koncertowych, wreszcie szereg zupełnie nowych kompozycji i tekstów, krytycznie bardzo dobrze przyjȩtych.
Później, w 2006, Hem otrzymała komercyjne poparcie w postaci cytatu utworu "Half-Acre" z debiutanckiego albumu Rabbit Songs, na nowo wykorzystanego w czȩsto powtarzanej reklamie telewizyjnej koncernu ubezpieczeniowego Liberty Mutual. Wiele osób  usłyszało ich muzykę po raz pierwszy w tej postaci, po czym grupa zyskała nowych zwolenników.
W maju 2007 koncern Liberty Mutual ponownie wykorzystał nagranie Hem w podobny sposób, tym razem zupełnie nowy utwór "The Part Where You Let Go".
Czwarty album grupy, pt. Funnel Cloud, został wydany 5 września 2006. Funnel Cloud nagrano z udziałem małej orkiestry filharmonicznej (obsada: 21 muzyków), oraz znanych muzyków folkowych orasz rockowych: gitarzysty grupy The Smashing Pumpkins, Jamesa Ihy oraz wokalistki grupy Ollabelle, Amy Helm (córka Levona Helma). Utwór z tego albumu, "Not California", zaprezentowano w programie radia publicznego NPR "All Songs Considered".
Hem zadedykowała album Funnel Cloud ku pamięci muzyka Dermot FitzGerald, który wsparł zespół finansowo podczas jego trudnych początków.
W 2007 Hem ponownie doświadczyła dużego wzrostu medialności oraz zainteresowania ich dorobkiem poza swoim typowym środowiskiem, w wyniku wykonania koncertu z renomowaną i czȩsto nagrywającą komercyjnie filharmonią Boston Pops w oprawie jej bostońskiej siedziby, Symphony Hall, podczas corocznego festiwalu urządzanego przez Boston Pops, znanego pod mianem Edgefestu.

## Dyskografia

### Albumy
- 2002 – Rabbit Songs (CD, DreamWorks Records)
- 2004 – Eveningland (CD, Rounder Records)
- 2006 – No Word From Tom (CD, Nettwerk)
- 2006 – Funnel Cloud (CD, Nettwerk)

### Minialbumy i Single
- I'm Talking With My Mouth (EP, Set Records)
- Birds, Beasts, & Flowers (EP, Arena Rock Recording Co.)
- Home Again, Home Again (EP, 2007)

### Kompilacje
- 200? – This Is Next Year: A Brooklyn-Based Compilation (CD, Arena Rock Recording Co.)
- 2003 – Almost You: The Songs of Elvis Costello (CD, Bar None Records)
- 2007 – Stockings By the Fire (CD, Hear Music: singel "Have Yourself a Merry Little Christmas")